# José María Martín Domingo
José María Martín Domingo (Mahón, 23 de mayo de 1889 - Madrid, 16 de julio de 1961), también conocido como José Martín, fue un músico y compositor español.
Su padre, Cecilio Martín, era un músico militar destinado en la banda del regimiento de la isla de Menorca. Allí comienza José María el aprendizaje de solfeo a los cinco años. A los nueve años ingresa en el internado de San Bernardo, en Madrid, donde conoce al Maestro José Chacón, quien se interesa por el joven alumno y continua con su formación, recomendándolo a la tutela del catedrático de trompeta del Real Conservatorio Tomas Coronel. Emilio Vega, director de la banda de Alabarderos, lo educa en las disciplinas de contrapunto, fuga y composición. A los catorce años obtiene plaza de músico de primera en el Batallón de Cazadores de Barbastro con guarnición en Madrid. Al año siguiente ingresa en la Banda del Real Cuerpo de Alabarderos.
Adquiere rápidamente fama de virtuoso y es invitado con frecuencia a las orquestas de los teatros de zarzuela y opera. Tomas Coronel le introduce en la Orquesta del Teatro Real, cuyo director, Ricardo Villa, al constituirse la Banda Municipal de Madrid, en 1909 le concede el puesto de primer cornetín, a la edad de 22 años. El Maestro Villa, reconoce en Martín Domingo a un gran director, y en la ausencia de Miguel Yuste -subdirector- comienza José María a coger la batuta. Martín Domingo comienza a formar sus propios grupos, a los que dirige en los madrileños cafés de San Isidro, Atocha y Hotel Nacional, focos de tertulia y cultura, donde a su fama como director comienza a sumarse la de compositor, pues allí estrena numerosos pasodobles, polkas, valses, habaneras, mazurkas, etc., de gran éxito y popularidad. En 1918 consigue el ingreso como músico mayor del Ejército, con destino en Santa Cruz de Tenerife. Allí dirige conciertos públicos con la banda militar, organiza coros, compone obras como la celebradísima Ven, Cirila, ven, Icod, pasodoble sobre motivos canarios, El desfile, El coronel Mayorga, etc. Requerido por el maestro Villa, pide el traslado a la península.
Tras fallecer Miguel Yuste deja el Ejército, convirtiéndose en subdirector de la Banda Municipal de Madrid, cargo que ocupó más de 30 años (repartidos en diversas épocas) que simultaneó con su labor de compositor, autor de piezas como Lagartijilla, Marcial, eres el más grande (dedicado a Marcial Lalanda) o Los dos Adolfos. 
Tuvo amistad con personajes de las letras y artes de su época como Carlos Arniches, Francisco de Cossío, Jacinto Guerrero, Federico Moreno Torroba, Mariano Benlliure, etc. En 1953 el Ayuntamiento de Madrid le concedió la Medalla de Plata de la Ciudad. Años antes la República Francesa le había distinguido con la medalla de la villa de París. 